# Beaucourt-sur-l'Hallue
Pour les articles homonymes, voir Beaucourt et Hallue.
Beaucourt-sur-l'Hallue est une commune française située dans le département de la Somme, en région Hauts-de-France.

## Géographie

### Localisation

#### Communes limitrophes
|         | Rubempré               |                            |
| Mirvaux | Beaucourt-sur-l'Hallue | Bavelincourt et Béhencourt |
|         | Montigny-sur-l'Hallue  |                            |

### Description
Beaucourt-sur-l'Hallue est un village périurbain  picard de l'Amiénois situé à une quinzaine de kilomètres au nord-est d'Amiens, à la même distance à l'ouest d'Albert et à 41 km au sud-ouest d'Arras. Il est desservi par l'ancienne RN 319 (actuelle RD 919 Amiens - Arras).
En 2019, la localité est desservie par les autocars du réseau interurbain Trans'80 Hauts-de-France.

### Hydrographie

#### Réseau hydrographique
La commune est située dans le bassin Artois-Picardie. Elle est drainée par la rivière d'Hallue.
L'Hallue, d'une longueur de 16 km, prend sa source dans la commune de Vadencourt et se jette  dans la Somme canalisée en limite des communes de Daours et de Vecquemont, après avoir traversé onze communes. Les caractéristiques hydrologiques de l'Hallue sont données par la station hydrologique située sur la commune. Le débit moyen mensuel est de 0,557 m3/s. Le débit moyen journalier maximum est de 3,28 m3/s, atteint lors de la crue du 28 avril 2001. Le débit instantané maximal est quant à lui de 3,48 m3/s, atteint le 27 avril 2001.

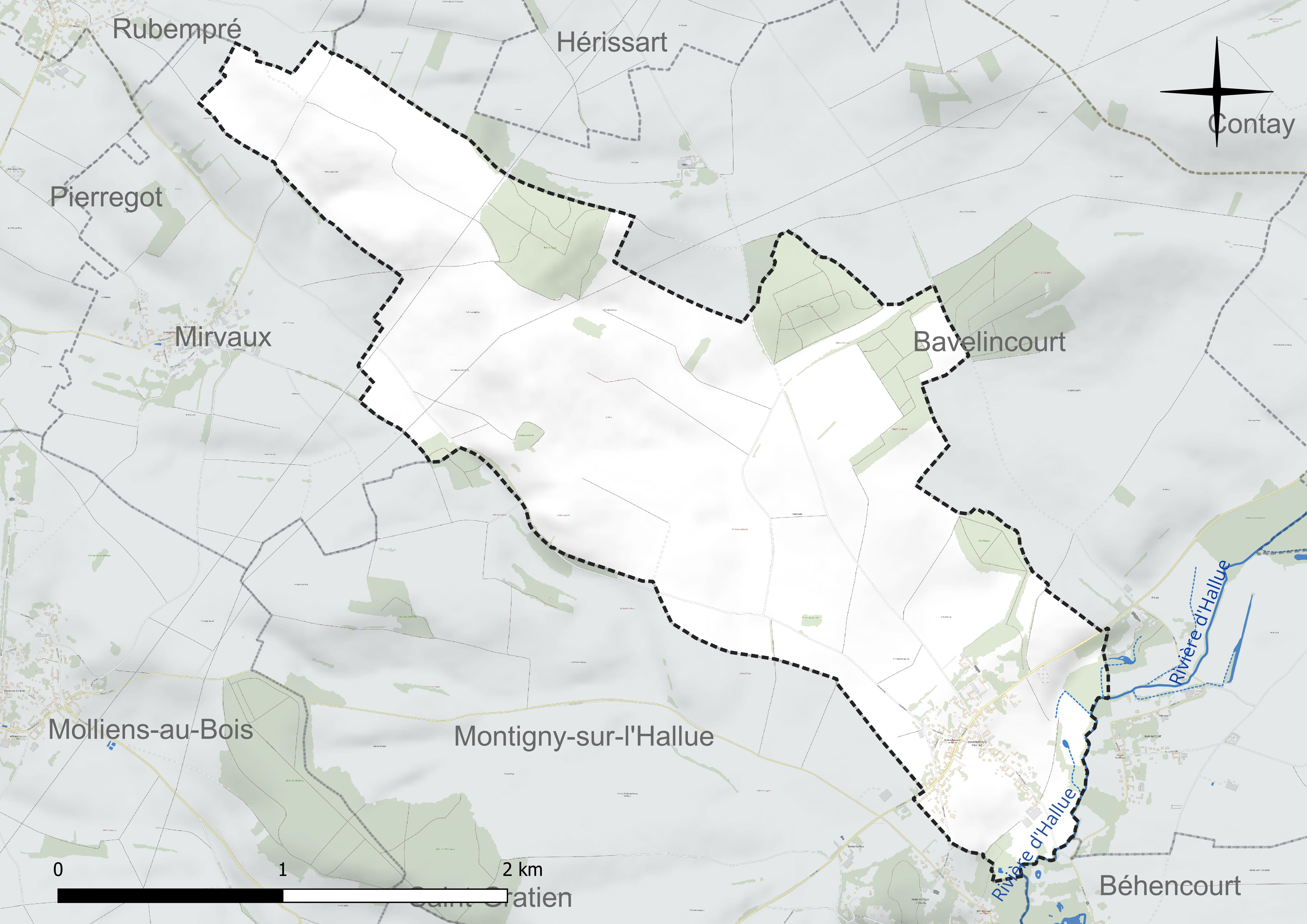
Réseau hydrographique de Beaucourt-sur-l'Hallue.

#### Gestion et qualité des eaux
Le territoire communal est couvert par le schéma d'aménagement et de gestion des eaux (SAGE) « Somme aval et Cours d'eau côtiers ». Ce document de planification concerne un territoire de 1 835 km2 de superficie, délimité par le bassin versant de la Somme canalisée. Le périmètre a été arrêté le 29 avril 2010 et le SAGE proprement dit a été approuvé le 6 août 2019. La structure porteuse de l'élaboration et de la mise en œuvre est le syndicat mixte d'aménagement hydraulique du bassin versant de la Somme (AMEVA).
La qualité des cours d'eau peut être consultée sur un site dédié géré par les agences de l'eau et l'Agence française pour la biodiversité.

### Climat
Pour des articles plus généraux, voir Climat des Hauts-de-France et Climat de la Somme.
En 2010, le climat de la commune est de type climat océanique dégradé des plaines du Centre et du Nord, selon une étude du CNRS s'appuyant sur une série de données couvrant la période 1971-2000. En 2020, Météo-France publie une typologie des climats de la France métropolitaine dans laquelle la commune est exposée à un climat océanique et est dans la région climatique Nord-est du bassin Parisien, caractérisée par un ensoleillement médiocre, une pluviométrie moyenne régulièrement répartie au cours de l'année et un hiver froid (3 °C).
Pour la période 1971-2000, la température annuelle moyenne est de 10,5 °C, avec une amplitude thermique annuelle de 14 °C. Le cumul annuel moyen de précipitations est de 731 mm, avec 12,3 jours de précipitations en janvier et 8,8 jours en juillet. Pour la période 1991-2020, la température moyenne annuelle observée sur la station météorologique la plus proche, située sur la commune de Glisy à 13 km à vol d'oiseau, est de 11,1 °C et le cumul annuel moyen de précipitations est de 646,6 mm,. Pour l'avenir, les paramètres climatiques de la commune estimés pour 2050 selon différents scénarios d'émission de gaz à effet de serre sont consultables sur un site dédié publié par Météo-France en novembre 2022.

## Urbanisme

### Typologie
Au 1er janvier 2024, Beaucourt-sur-l'Hallue est catégorisée bourg rural, selon la nouvelle grille communale de densité à sept niveaux définie par l'Insee en 2022.
Elle est située hors unité urbaine. Par ailleurs la commune fait partie de l'aire d'attraction d'Amiens, dont elle est une commune de la couronne,. Cette aire, qui regroupe 369 communes, est catégorisée dans les aires de 200 000 à moins de 700 000 habitants,.

### Occupation des sols
L'occupation des sols de la commune, telle qu'elle ressort de la base de données européenne d'occupation biophysique des sols Corine Land Cover (CLC), est marquée par l'importance des territoires agricoles (84,2 % en 2018), une proportion identique à celle de 1990 (84,2 %). La répartition détaillée en 2018 est la suivante : 
terres arables (74,3 %), forêts (11,2 %), prairies (5,9 %), zones urbanisées (4,6 %), zones agricoles hétérogènes (4 %). L'évolution de l'occupation des sols de la commune et de ses infrastructures peut être observée sur les différentes représentations cartographiques du territoire : la carte de Cassini (XVIIIe siècle), la carte d'état-major (1820-1866) et les cartes ou photos aériennes de l'IGN pour la période actuelle (1950 à aujourd'hui).

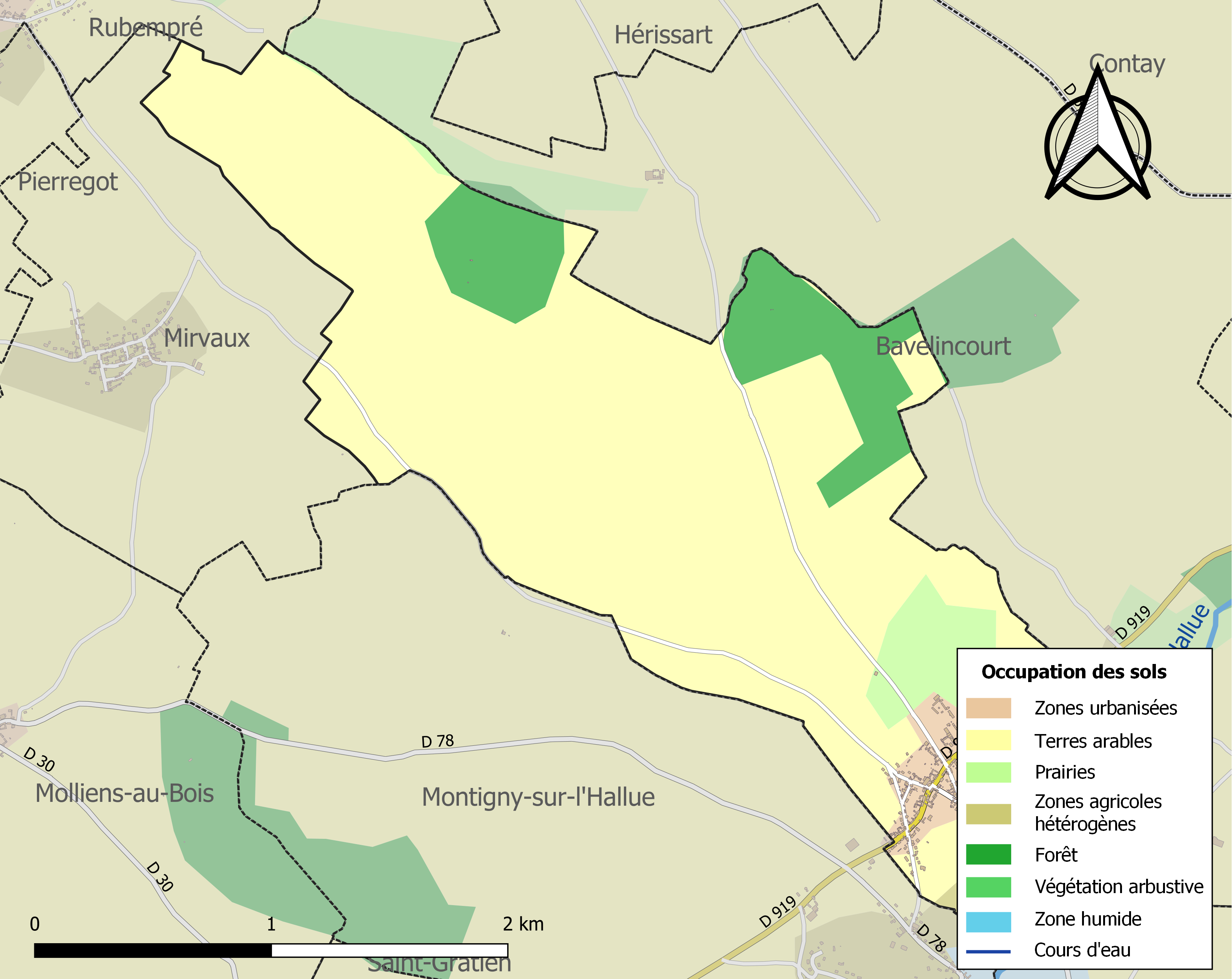
Carte des infrastructures et de l'occupation des sols de la commune en 2018 (CLC).

Par ailleurs la commune fait partie de l'aire d'attraction d'Amiens, dont elle est une commune de la couronne. Cette aire, qui regroupe 369 communes, est catégorisée dans les aires de 200 000 à moins de 700 000 habitants,.

## Toponymie
Le nom de la localité est attesté sous les formes Boocourt au XVe siècle ; Beaucourt en 1638.
Beaucourt est un terme de formation germano-romane. Le suffixe « court », dérive du terme latin Curtis désignant une cour de ferme, une ferme ou un domaine. Le préfixe Beau dériverait du nom germanique d'un des propriétaires du lieu, après les invasions barbares des Ve siècle - VIe siècle.
La rivière l'Hallue a donné son nom au village.
L'Hallue est une rivière picarde du département de la Somme, affluent de la Somme.

## Histoire

### Guerre franco-prussienne de 1870
Au cours de la bataille de l'Hallue le 23 décembre 1870, des combats eurent lieu sur le territoire de Beaucourt. 
Plusieurs habitants furent emmenés en captivité.

### Première Guerre mondiale
Beaucourt-sur-l'Hallue, en arrière du front, a servi de zone de repli, en 1916, pour les troupes australiennes du 13e bataillon des forces spéciales. Le village y a trouvé une certaine forme de prospérité.

## Politique et administration
| Période                                  | Période                       | Identité       | Étiquette | Qualité                          |
| ---------------------------------------- | ----------------------------- | -------------- | --------- | -------------------------------- |
| Les données manquantes sont à compléter. |                               |                |           |                                  |
| mars 2001                                | 2008                          | Marthe Benard  |           |                                  |
| mars 2008                                | En cours (au 2 décembre 2020) | Annie Marchand |           | Réélue pour le mandat 2020-2026, |

## Démographie
L'évolution du nombre d'habitants est connue à travers les recensements de la population effectués dans la commune depuis 1793. Pour les communes de moins de 10 000 habitants, une enquête de recensement portant sur toute la population est réalisée tous les cinq ans, les populations de référence des années intermédiaires étant quant à elles estimées par interpolation ou extrapolation. Pour la commune, le premier recensement exhaustif entrant dans le cadre du nouveau dispositif a été réalisé en 2005.

En 2022, la commune comptait 279 habitants, en évolution de −2,79 % par rapport à 2016 (Somme : −1,26 %, France hors Mayotte : +2,11 %).
| 1793 | 1800 | 1806 | 1821 | 1831 | 1836 | 1841 | 1846 | 1851 |
| ---- | ---- | ---- | ---- | ---- | ---- | ---- | ---- | ---- |
| 296  | 268  | 332  | 386  | 401  | 414  | 448  | 475  | 476  |

| 1856 | 1861 | 1866 | 1872 | 1876 | 1881 | 1886 | 1891 | 1896 |
| ---- | ---- | ---- | ---- | ---- | ---- | ---- | ---- | ---- |
| 475  | 440  | 437  | 369  | 350  | 331  | 323  | 312  | 305  |

| 1901 | 1906 | 1911 | 1921 | 1926 | 1931 | 1936 | 1946 | 1954 |
| ---- | ---- | ---- | ---- | ---- | ---- | ---- | ---- | ---- |
| 265  | 263  | 222  | 214  | 225  | 211  | 207  | 220  | 244  |

| 1962 | 1968 | 1975 | 1982 | 1990 | 1999 | 2005 | 2006 | 2010 |
| ---- | ---- | ---- | ---- | ---- | ---- | ---- | ---- | ---- |
| 194  | 208  | 225  | 214  | 235  | 226  | 234  | 232  | 254  |

| 2015 | 2020 | 2022 | - | - | - | - | - | - |
| ---- | ---- | ---- | - | - | - | - | - | - |
| 284  | 272  | 279  | - | - | - | - | - | - |

## Culture locale et patrimoine

### Lieux et monuments
- Église paroissiale, placée sous le vocable de saint Éloi : 
C'était à l'origine un édifice néo-classique du XVIIIe siècle. L'édifice a été fortement dégradé à l'époque révolutionnaire. Des premiers travaux de restauration ont été financés en l'an XI par  Charles Marie Dufresne, l'ancien seigneur de Beaucourt. En 1873, le sanctuaire est agrandi, les fenêtres exhaussées. Une chapelle est créée au sud pour faire pendant à celle du nord, réservée autrefois aux seigneurs. Les armes seigneuriales, surmontées d'une couronne comtale, figurent dans le vitrail de cette chapelle ; on les retrouve à l'extérieur, sculptées au-dessus de la porte latérale.
L'église est construite sur le plan d'une croix latine orientée à l'est. Toutes les baies et le portail, sont en plein cintre et les sculptures des portes sont réalisées dans un même style néo-roman. La façade ouest et les murailles latérales sont en pierre. Le portail en bois est surmonté d'une rosace. Chacun des murs latéraux est percé de trois baies. Les deux croisillons du transept sont maçonnés en brique sur soubassements en grès. Les deux pignons du transept sont surmontés d'une croix en pierre et sont percés de deux fenêtres accolées. À l'est, la partie centrale de l'ancienne abside en pierre a été prolongée par un édifice en brique, ouvert à l'avant par une rosace hexalobée et par deux petites baies de chaque côté. La sacristie accolée au croisillon droit, réalisée en brique, est éclairée par deux petites baies sur le côté sud et trois vers l'est. La nef est formée de trois travées principales et d'une plus petite à l'arrière, surmontée d'une tribune, formant un porche-narthex. Trois tirants en fer empêchent les murailles latérales de la nef de s'écarter. Les voûtes en plâtre sur lattis, sont peintes pour imiter la pierre. Les grandes arcades entre chœur, transept, travées de la nef et narthex, sont de section carrée en briques, creuses à l'intérieur et enduites de plâtre.
Dans la nef, voûtes et arcades partent de chapiteaux, reposant sur de minces pilastres non contrefortées. Dans le transept, les colonnes sont triples avec chapiteaux. Dans le chœur elles sont simples avec chapiteaux. L'allée centrale est pavée de dalles noires anciennes. Les baies latérales ont des vitraux blancs aux figures géométriques sur plomb avec filets de couleur. Le vitrail de la fenêtre de gauche du transept représente « le baptême du Christ ». La fenêtre de droite représente « la fuite en Égypte ». Les scènes sont surmontées de médaillons sur fond de mosaïque. Le médaillon derrière l'autel met en scène cinq personnages. La fenêtre au-dessus de la porte d'entrée est une rosace à huit lobes, en vitraux mosaïque et grisaille riche[31].

- Château : 
En 1745, les terres et la seigneurie de Beaucourt sont vendues à Alexandre du Fresne de Beaucourt, seigneur de Marcelcave, La Motte, maire d'Amiens en 1749. C'est probablement pour lui qu'est alors construit le château, vers 1750 (la date de 1753, apparaît dans une cave). Par ailleurs, le pressoir au sud du château porte la date 1787. Au XIXe siècle, sont édifiés près du corps de logis deux pavillons en brique dont il ne reste que les cuisines, au nord. Deux ailes latérales (aujourd'hui disparues) sont rajoutées au corps de logis. Le « chalet » en brique près du grand potager, à l'ouest du château, est construit en 1877. La cour de ferme date également du XIXe siècle. En 1887, une campagne de travaux est conduite sur le corps de logis pour Léon de Monclin (inscriptions en haut de la façade sur jardin).
Le château constitue une vaste propriété comprenant un corps de logis isolé entre cour et jardin, et diverses dépendances au nord, au sud et à l'ouest. Le corps de logis est un bâtiment en craie sur soubassement de grès, couvert en ardoise. En élévation, le corps principal comporte un étage-carré et un étage de comble, couverts par un toit à croupe. Il est encadré par deux petites ailes plus basses (rez-de-chaussée et combles) couvertes par une croupe brisée. Cette élévation est couronnée par un fronton central  triangulaire. Les deux façades, sur cour et sur jardin, suivent la même ordonnance mais l'élévation antérieure présente en outre une véranda. À l'intérieur, le château a conservé bon nombre d'éléments du XVIIIe siècle : escalier tournant en maçonnerie, avec rampe en ferronnerie, parquets en marqueterie dans le salon, boiseries (remaniées au XIXe siècle). Au nord du corps de logis s'élève un bâtiment en brique, couvert par un toit brisé, qui abritait les cuisines. Au sud se trouvent un petit pavillon bas, une serre donnant sur le petit potager, et un ensemble de dépendances en U abritant logement, écuries et pressoir. Sous le pressoir est creusée une cave en brique et pierre aux assises alternées. Une cave semblable s'étend sous le bâtiment des cuisines. Le domaine s'étendait à l'origine vers l'ouest, au-delà de la rue du Château, avec un grand potager dont demeure la maison du jardinier, bâtiment en brique comportant logement et remise. Enfin, au nord du château se trouve une cour de ferme dont les bâtiments logement et étables) sont construits en briques et moellons de craie. Dans la cour s'élève un pigeonnier octogonal avec base en pierre, murs en pans de bois couverts d'un essentage d'ardoise, et flèche en ardoise couronnée d'un épi de faîtage en forme de pigeon[32].
- Monument aux morts, construit en exécution d'une délibération du conseil municipal d'avril 1921 et financé par souscription publique, crédit municipal et subvention de l'état qui est affectée à l'entourage du monument[21].

### Personnalités liées à la commune
- Le général du Fresne[pourquoi ?] servit dans les armées françaises de 1785 à 1807 ; il prit part aux campagnes de la République et de l'Empire[réf. nécessaire].

### Héraldique
| Blason de Beaucourt-sur-l'Hallue | Blason  | Tiercé en pairle renversé : au 1er d'or au frêne de sinople, au 2e de gueules à trois fers à cheval d'argent, au 3e d'azur à la fasce ondée d'argent et à la gerbe de blé d'or liée de gueules brochante. |
| Blason de Beaucourt-sur-l'Hallue | Détails | Ces armoiries, création de Jean-François Binon, ont été adoptées par la commune en 2019. Le statut officiel du blason reste à déterminer.                                                                 |